# Vever
Pour les articles homonymes, voir Vever (joaillerie).
Vever (en serbe cyrillique : Вевер) est un village de Serbie situé sur le territoire de la Ville de Novi Pazar, district de Raška. Au recensement de 2011, il comptait 9 habitants.

## Démographie
| 1948 | 1953 | 1961 | 1971 | 1981 | 1991 | 2002 | 2011 |
| ---- | ---- | ---- | ---- | ---- | ---- | ---- | ---- |
| 93   | 140  | 72   | 64   | 68   | 34   | 18   | 9    |

|  |